# Уно Сьома
Уно Сьома (яп. 宇野 昌磨) — японський фігурист, що спеціалізується в одиночному катанні, олімпійський медаліст, чемпіон та призер чемпіонатів світу та володар численних інших нагород. 
Срібну олімпійську медаль Уно  здобув в одиночному чоловічому катанні на Пхьончханській олімпіаді 2018 року.

## Зовнішні посилання
- Картка на сайті Міжнародного союзу ковзанярів